# Erwin Heuer
Erwin Heuer (* 16. Februar 1940 in Minderheide) ist ein ehemaliger deutscher Handballspieler und -trainer. Mit der deutschen Nationalmannschaft wurde er 1966 Feldhandball-Weltmeister.

## Werdegang
Da sich Erwin Heuer seit seiner Jugend für den Handballsport interessierte, wurde er Mitglied des TSV Grün-Weiß Dankersen, in dessen Handballabteilung er sowohl im Feldhandball als auch im Hallenhandball spielte. Wegen seiner hervorragenden Leistungen in beiden Handballarten wurde er schon bald sowohl in nationalen als auch in internationalen Wettkämpfen eingesetzt. Bei den Deutschen Hallenhandballmeisterschaften 1965 nahm er als Verteidiger teil und kam mit der Mannschaft von Grün-Weiß Dankersen bis ins Endspiel, bei dem seine Mannschaft gegen Frischauf Göppingen mit 13:12 unterlag und so Deutscher Vizemeister im Hallenhandball wurde.
Wegen seiner guten Leistungen wurde er auch in der deutschen Feldhandballnationalmannschaft aktiv. Bei den Weltmeisterschaften im Feldhandball 1966 stand er in der deutschen Nationalmannschaft und erreichte mit ihr durch das letzte Gruppenspiel mit Endspielcharakter gegen die Mannschaft der damaligen DDR den WM-Sieg. Die beiden deutschen Mannschaften spielten mit 15:15 unentschieden. Da die Mannschaft der Bundesrepublik im Turnier aber insgesamt mehr Tore geschossen hatte, wurde sie nach den damaligen Regeln Weltmeister im Feldhandball.
Da nach dieser Meisterschaft keine weiteren Weltmeisterschaften im Feldhandball ausgetragen wurden, wurde diese deutsche Mannschaft (inoffiziell) später als „Ewiger Weltmeister“ bezeichnet.
Für den Gewinn der Feldhandballweltmeisterschaft wurden Erwin Heuer und die deutsche Mannschaft mit dem Silbernen Lorbeerblatt, der höchsten verliehenen sportliche Auszeichnung in der Bundesrepublik Deutschland, ausgezeichnet.

## Erfolge

### Feld
- Weltmeister (1): 1966
- IHF-Europapokalsieger (3): 1968, 1969, 1970
- Deutscher Meister (2): 1967, 1970
  - Deutscher Vizemeister (4): 1964, 1965, 1969, 1975
- Aufstieg in die Regionalliga (1): 1974
- Aufstieg in die Oberliga (1): 1973
- Aufstieg in die Verbandsliga (1): 1972
- Aufstieg in die Ostwestfalenliga (1): 1971

### Halle
- Deutscher Vizemeister (1): 1965
- Aufstieg in die Bundesliga (1): 1976
- Aufstieg in die Regionalliga (1): 1975
- Aufstieg in die Oberliga (1): 1974
- Aufstieg in die Verbandsliga (1): 1973
- Aufstieg in die Landesliga (1): 1972
- Aufstieg in die Bezirksliga (1): 1971

### Trainer
- Aufstieg in die Ostwestfalenliga (1): 1971
- Aufstieg in die Verbandsliga (2): 1972, 1977

## Auszeichnungen
- Silbernes Lorbeerblatt 1966